# エドムンド・フェルプス
エドマンド・ストロザー・フェルプス（Edmund Strother Phelps、1933年7月26日 - ）は、アメリカ合衆国の経済学者。コロンビア大学経済学部教授。イリノイ州エヴァンストン出身。2006年、ノーベル経済学賞を単独授与された。

## 来歴
- 1933年：イリノイ州エヴァンストンで生まれた。
- 6歳のとき、ニューヨーク州のHasting-on-Hudsonへ転居。
- 1955年：アマースト大学卒業（BA。
- 1957年：イェール大学からMAを取得。
- 1959年：イェール大学で経済学博士号（Ph.D.)取得。
- 1959年 - 1960年：RAND Corporationに入るが、興味のあるマクロ経済学の仕事が出来ないため学界に戻る。
- 1960年 - 1966年：イェール大学に属するコール財団に入り、イェール大学で経済学助教授として教える。
- 1961年：'Golden Rule saving rate'についてAER誌に載せる。
- 1962年 - 1963年：マサチューセッツ工科大学（MIT）で教える。
- 1963年 - 1966年：イェール大学で教える。
- 1966年 - 1971年：ペンシルベニア大学経済学科教授
- 1971年：コロンビア大学経済学教授就任。
- 1974年：米国上院の社会保障制度の顧問となる。
- 1976年 - 1978年：アメリカ経済学会の執行委員を務める。
- 1978年 - 1979年：ニューヨーク大学で教える。
- 1979年：再びコロンビア大学に移り、教鞭をとる。
- 1981年：米国科学アカデミー会員。
- 1982年：McVickar Professor of Political Economy 就任。
- 2000年：アメリカ経済学会の Distinguished Fellow に選ばれる。
- 2001年：Center on Capitalism and Society (Earth Institute) 所長。

## 業績
- ミルトン・フリードマンとほぼ同時に自然率仮説を独自に考案していたといわれる。
- フェルプスにとって、自然率仮説は失業の唯一の構成要素ではないが主要なものとして、ジョブサーチ（仕事探し）の概念と結びつけた。失業者は高い支払いをする最良な仕事を探し、失業期間が長引くにつれて自分の望み徐々に下げていく。その上、仕事を探すことは時間がかかるので、彼らが現在の職を辞めることすらあるかもしれない。フェルプスたちは、1960年代の辞職や一時解雇のパターンと自然失業率の上昇傾向を説明しようとして、ジョブサーチ・モデル（仕事探しモデル）に含まれた意味を明らかにした。
- 70年代以降は、現在ではごく当たり前の「スタグフレーション」、すなわちインフレションと失業の同時発生の問題に関する研究を行っている。
- フェルプスは、初期には成長理論に関する研究をやっていた。成長理論やマクロ経済学に関する数多くの論文は2巻物の『マクロ経済理論研究』（1979年、1980年）に収録されている。

## 博士号など
名誉博士号
- 1985年：アマースト大学
- 2001年：ローマ・トル・ヴェルガータ大学
- 2003年：マンハイム大学
- 2004年：パリ大学 (Dauphine)
- 2004年：アイスランド大学

名誉教授
- 2004年：人民大学（北京）
- 2005年：Beijing Technological and Business University（北京）
- 2005年：Mundell International University of Entrepreneuship（北京）

その他会員
- American Academy of Arts and Sciences
- Econometric Society

## 著作
- Phelps, Edmund S. (1961). "The Golden Rule of Capital Accumulation". American Economic Review 51: 638-643.
- Phelps, Edmund S. (1966). Golden Rules of Economic Growth.
- Phelps, Edmund S. (1966). "Models of Technical Progress and the Golden Rule of Research". Review of Economic Studies 33: 133-146.
- Phelps, Edmund S. (1968). "Money-Wage Dynamics and Labor Market Equilibrium". Journal of Political Economy 76: 678-711.
- Phelps, Edmund S. (1984). Individual Forecasting and Aggregate Outcomes.
- Phelps, Edmund S. (1990). Seven Schools of Macroeconomic Thought: The Arne Ryde Lectures, Oxford.
- Phelps, Edmund S. (2003). Designing Inclusion.

- 「マクロ経済思想―七つの学派」 E.S.フェルプス,平山 朝治訳 新世社 (1991)

## 関連事項
- スタグフレーション
- ニューケインジアン
- ノーベル賞受賞者からの公開書簡 (2022年)